# Leichtathletik-Länderkämpfe mit bundesdeutscher Beteiligung 1970
| Leichtathletik-Länderkämpfe mit bundesdeutscher Beteiligung 1970 | Leichtathletik-Länderkämpfe mit bundesdeutscher Beteiligung 1970 | Leichtathletik-Länderkämpfe mit bundesdeutscher Beteiligung 1970 | Leichtathletik-Länderkämpfe mit bundesdeutscher Beteiligung 1970 |
| ---------------------------------------------------------------- | ---------------------------------------------------------------- | ---------------------------------------------------------------- | ---------------------------------------------------------------- |
|                                                                  |                                                                  |                                                                  |                                                                  |
| 1. Länderkampf 1970, Geher (Männer): FRG – FRA – SUI             |                                                                  |                                                                  |                                                                  |
| Schwaig bei Nürnberg 27./28. Juni 1970                           | Schwaig bei Nürnberg 27./28. Juni 1970                           | 1. FRG 2. FRA 3. SUI                                             | 49 P 22 P 21 P                                                   |
| 2. Länderkampf 1970, Straßenlauf (Männer): SUI – FRG – NLD       |                                                                  |                                                                  |                                                                  |
| Chur 27. Juni 1970                                               | Chur 27. Juni 1970                                               | 1. FRG 2. NLD 3. SUI                                             | 8:30:59,2 h 8:39:18,4 h 8:44:33,8 h                              |
| 3. Länderkampf 1970, Männer: FRG – USA                           |                                                                  |                                                                  |                                                                  |
| Stuttgart 15./16. Juli 1970                                      | Stuttgart 15./16. Juli 1970                                      | 1. USA 2. FRG                                                    | 122 P 100 P                                                      |
| 4. Länderkampf 1970, Frauen: FRG – USA                           |                                                                  |                                                                  |                                                                  |
| Stuttgart 15./16. Juli 1970                                      | Stuttgart 15./16. Juli 1970                                      | 1. FRG 2. USA                                                    | 82 P 53 P                                                        |
| 5. Länderkampf 1970, Zehnkampf (Männer): FRG – ROU               |                                                                  |                                                                  |                                                                  |
| Ebensfeld 25./26. Juli 1970                                      | Ebensfeld 25./26. Juli 1970                                      | 1. FRG 2. ROU                                                    | 36.479 P 35.865 P                                                |
| 6. Länderkampf 1970, Zehnkampf (Männer): URS – FRG               |                                                                  |                                                                  |                                                                  |
| Leningrad 15./16. August 1970                                    | Leningrad 15./16. August 1970                                    | 1. URS 2. FRG                                                    | 68.285 P 67.566 P                                                |
| 7. Länderkampf 1970, Fünfkampf (Frauen): URS – FRG               |                                                                  |                                                                  |                                                                  |
| Leningrad 15./16. August 1970                                    | Leningrad 15./16. August 1970                                    | 1. URS 2. FRG                                                    | 23.975 P 23.596 P                                                |
| 8. Länderkampf 1970, Männer: FRA – FRG                           |                                                                  |                                                                  |                                                                  |
| Vittel 29. August 1970                                           | Vittel 29. August 1970                                           | 1. FRG 2. FRA                                                    | 220,5 P 189,5 P                                                  |
| 9. Länderkampf 1970, Fünfkampf (Frauen): NLD – FRG – FRA         |                                                                  |                                                                  |                                                                  |
| Uden 19./20. September 1970                                      | Uden 19./20. September 1970                                      | 1. NLD 2. FRG 3. FRA                                             | 18.909 P 18.491 P 17.321 P                                       |
| 10. Länderkampf, Zehnkampf (Männer): FRA – FRG – SUI             |                                                                  |                                                                  |                                                                  |
| Lyon 3./4. Oktober 1970                                          | Lyon 3./4. Oktober 1970                                          | 1. FRG 2. SUI 3. FRA                                             | 52 P 38 P 21 P                                                   |
| Chronik                                                          |                                                                  |                                                                  |                                                                  |
| ← Länderkämpfe 1969                                              | ← Länderkämpfe 1969                                              | Länderkämpfe 1971 →                                              | Länderkämpfe 1971 →                                              |

Im Jahr 1970 wurden zehn Leichtathletikländerkämpfe mit bundesdeutscher Beteiligung ausgetragen. Das waren sieben weniger als im Vorjahr, die Zahl lag noch gerade so im Bereich der Länderkampfanzahl der letzten zehn Jahre.
Nicht aufgeführt sind der sogenannte „Lugano-Cup“, ein Weltcup der Geher unter dem Dach des Weltleichtathletikverbands (früher: IAAF), sowie der ab 1965 unter Regie des Europäischen Leichtathletikverbands durchgeführte Leichtathletik-Europacup. Hier handelt es sich um Veranstaltungen, die als eigene Wettbewerbe ähnlich wie auch der Leichtathletik-Continentalcup (ab 1977) und der Geher-Europacup (ab 1996) außerhalb der üblichen Länderkämpfe durchgeführt wurden.
Aufgeführt sind hier die Länderkämpfe bundesdeutscher Leichtathleten. Die Sportler der DDR führten nach der deutschen Teilung im Jahr 1949 eigene Veranstaltungen durch.
Nur drei der Länderkämpfe in dieser Saison waren Vergleiche mit dem allgemeinen leichtathletischen Programm. Die anderen sieben Begegnungen bestanden aus den Wettbewerbsbereichen Mehrkampf, Gehen und Straßenlauf. Die Frauen bestritten drei Vergleiche, die Männer sieben. Von den Frauenbegegnungen fanden zwei im Fünfkampf statt, der dritte mit einer Mischung allgemeiner leichtathletischer Disziplinen.
Drei der Männerbegegnungen wurden von den Zehnkämpfern bestritten, je einer von den Gehern und von den Straßenläufern. Die restlichen beiden Aufeinandertreffen der Männer fanden als Veranstaltungen allgemeiner leichtathletischer Disziplinen statt.

## Saisonhöhepunkt
Der Fokus im Jahr 1970 lag vor allem auf dem Europacup. Wie in den beiden vorangegangenen Veranstaltungen dieses Wettbewerbs mussten die bundesdeutschen Leichtathleten dazu in die von allen Teilnehmern zu durchlaufende Qualifikationsrunde und dann in das Finale, das für Frauen und Männer getrennt ausgetragen wurde. Gleichzeitig mit dem Männerfinale fand auch ein Länderkampf zwischen der Bundesrepublik Deutschland und Frankreich statt, in dem nach Absprache der beiden Länder nur Athleten zum Einsatz kamen, die nicht am Europacup teilnahmen. Beide Finals gewannen die Athleten aus der DDR. Die bundesdeutschen Frauen belegten knapp geschlagen Rang zwei und besiegten dabei das bei den ersten beiden Austragungen dominante Team aus der Sowjetunion. Die bundesdeutschen Männer kamen wie 1967 hinter der DDR und der UdSSR auf den dritten Platz.

## Bilanz
In der Saison 1970 gab es für die bundesdeutschen Männer in ihren sieben Länderkämpfen zwei Niederlagen:
- Leichtathletik-Länderkampf gegen die USA am 15./16. Juli in Stuttgart
- Zehnkampf-Länderkampf gegen die Sowjetunion am 15./16. August in Leningrad

Die weiteren fünf Männerbegegnungen entschieden die bundesdeutschen Athleten für sich. Die Männer hatten damit am Ende der Saison in ihren seit dem ersten Länderkampf 1921 insgesamt 253 Vergleichen 204 Siege und drei Unentschieden erzielt sowie 46 Niederlagen erlitten. Nur gegen die USA hatte es nach wie vor keinen Erfolg gegeben.
Die Frauen erlitten in ihren drei Länderkämpfen dieser Saison ebenfalls zwei Niederlagen:
- Fünfkampf-Länderkampf gegen die Sowjetunion am 15./16. August in Leningrad
- Fünfkampf-Länderkampf gegen die Niederlande und Frankreich am 19./20. September in Uden. Hier belegte das bundesdeutsche Team Rang zwei hinter den Niederlanden und vor Frankreich.

Ihr drittes Aufeinandertreffen am 15./16. Juli in Stuttgart gegen die USA beendeten die Leichtathletinnen siegreich. Damit hatten sie seit dem ersten Frauenländerkampf 1928 in achtzig Aufeinandertreffen jetzt insgesamt sechzig Siege errungen, ein Unentschieden erzielt und neunzehn Niederlagen hinnehmen müssen. Eine negative Bilanz hatten sie gegenüber England, der Sowjetunion und dem Britischen Empire, alle anderen Bilanzen waren positiv.
In der Gesamtsumme aller ihrer Länderkämpfe hatten die deutschen bzw. bundesdeutschen Leichtathleten von 333 Vergleichen 264 gewonnen, 65 verloren und vier Unentschieden erzielt. Neun der Niederlagen stammten dabei aus zweiten Plätzen in Begegnungen mit mehr als zwei Nationen.

## Verschiedene Formen von Länderkämpfen
Weiterhin gab es vier verschiedene Arten von Länderkämpfen:
1. Vergleiche mit einer Mischung von Disziplinen aus dem allgemeinen leichtathletischen Programm
Jede Nation war in der Regel mit zwei Athleten je Disziplin vertreten. Bei den Männern waren hier zwanzig Wettbewerbe zum Standard geworden. Aus dem olympischen Wettbewerbskatalog fehlten dabei nur der Marathonlauf, die beiden Gehwettbewerbe und der Zehnkampf. Der Länderkampfdisziplinkatalog bei den Frauen hatte bis 1968 standardmäßig aus elf Disziplinen bestanden und war mit den damals bei Olympischen Spielen angebotenen Frauenwettbewerben identisch. Von 1969 an gab es hier Veränderungen: (1) Mit dem 1500-Meter-Lauf sowie der 4-mal-400-Meter-Staffel wurden zwei neue Wettbewerbe, die bei den Europameisterschaften 1969 in das Programm aufgenommen worden waren, mit in den Katalog der Frauenländerkämpfe integriert. Damit erhöhte sich die Zahl der Disziplinen auf dreizehn. (2) Der 80-Meter-Hürdenlauf war ab 1969 überall durch den 100-Meter-Hürdenlauf ersetzt worden. Das war auch bei den Länderkämpfen der Fall. In seltenen Fällen gab es sowohl bei den Frauen als auch bei den Männern Abweichungen vom Standard in Form von Hinzunahme oder Weglassen einzelner Disziplinen. Manchmal waren nach Absprache der beteiligten Länder auch drei Athleten je Disziplin vertreten. In Fällen mit mehr als zwei beteiligten Ländern startete in der Regel meist nur ein Athlet je Wettbewerb.
2. Vergleiche im Mehrkampf – bei den Frauen im Fünfkampf, bei den Männern im Zehnkampf
Die Zahl der Vertreter je Land war dabei nicht standardisiert. In der Regel wurden von den gestarteten Teilnehmern nicht alle gewertet. Bei vier Vertretern je Disziplin beispielsweise wurden meist die drei Besten gewertet.
3. Vergleiche der Geher
Diese Begegnungen wurden in Form von Straßengehen ausgetragen. Es kamen zwei Disziplinen zur Austragung, ein Wettkampf über 20 Kilometer und ein Wettkampf über eine längere Distanz, die manchmal über 35 und manchmal über 50 Kilometer führte. Bezüglich der Teilnehmerzahl je Land und Wettbewerb wurde verfahren wie in den Mehrkämpfen.
4. Vergleiche im Straßenlauf
Ausgetragen wurde ein Rennen über dreißig Kilometer. Auch hier wurde bezüglich der Teilnehmerzahl je Land verfahren wie in den Mehrkämpfen.

## Wertungsmodus
Die Regeln zur Punktevergabe wurden ohne Ausnahme nach dem üblichen Wertungssystem angewendet. In den Einzeldisziplinen lautete der Standard der Punktevergabe: Platz 1: 5 P, Pl. 2: 3 P, Pl. 4: 1 P. In den Staffeln wurden nach dem Standard fünf zu zwei Punkte vergeben. In weiteren Begegnungen mussten aufgrund anderer Rahmenbedingungen – mehr als zwei Teilnehmer je Nation in der Wertung oder mehr als ein Gegnerland – andere Regeln zur Punktevergabe zur Anwendung kommen. In den Mehrkämpfen wurden die Begegnungen entweder wie in anderen Begegnungen über die Platzierungen oder die Addition der im Wettkampf erzielten Punkte gewertet. Ähnlich wurde in den Straßenlauf-Länderkämpfen verfahren. Dort wurde entweder über die Platzierungen oder über die Addition der erzielten Zeiten gewertet.

## Geher-Länderkampf der Männer gegen Frankreich und die Schweiz
Der erste Vergleich des Jahres 1970 am 3. Mai in Bexley bestand wie 1969 in einem Vergleich der Geher. Zum vierten Mal trafen sich dazu die Bundesrepublik Deutschland, Frankreich und die Schweiz. Die drei vorangegangenen Wettkämpfe dieser Art hatten die bundesdeutschen Geher für sich entschieden. In diesem Jahr fand die Begegnung am 27./28. Juni in Schwaig bei Nürnberg statt. Die bundesdeutschen Athleten dominierten das Aufeinandertreffen sehr deutlich und gewannen die Länderkampfwertung mit 49 Punkten. Mit einem Rückstand von 27 Punkten ging Platz zwei gerade so an Frankreich, die Schweiz lag als drittplatzierte Nation nur einen Punkt hinter Frankreich.

## Straßenlauf-Länderkampf der Männer gegen die Schweiz und die Niederlande
Im zweiten Vergleich des Jahres 1970 wurde der achte Straßenlauf-Länderkampf zwischen den drei Nationen Bundesrepublik Deutschland, Niederlande und Schweiz veranstaltet. Die Begegnung wurde am 27. Juni im Schweizer Ort Chur ausgetragen. Die ersten sieben Aufeinandertreffen seit 1963, als Luxemburg als vierte Nation dabei gewesen war, hatte das bundesdeutsche Team für sich entschieden. Die Niederlande hatten von 1963 bis 1965 sowie von 1967 bis 1969 jeweils den zweiten Platz belegt. Auch hier in Chur gab es wieder einen bundesdeutschen Sieg. Mit einem Rückstand von mehr als neun Minuten kam die Niederlande wieder auf den zweiten Platz. Etwas mehr als fünf Minuten dahinter belegte die Schweiz wie fast immer den dritten Platz.

## Leichtathletik-Länderkampf der Männer gegen die USA
Im dritten Länderkampf dieser Saison trafen die bundesdeutschen Männer zum siebten Mal auf die USA, die als stärkste Leichtathletiknation der Welt zu diesem Aufeinandertreffen am 15./16. Juli nach Stuttgart kam. Alle bisherigen Vergleiche hatten die US-Amerikaner für sich entschieden. Auch in Stuttgart war das US-Team zu stark für die bundesdeutschen Leichtathleten. Mit 100 zu 122 Punkten gab es damit die erste Länderkampfniederlage der laufenden Saison für die bundesdeutschen Männer. Auch die Frauen führten gemeinsam mit den Männern in getrennter Wertung einen Wettkampf mit den US-Amerikanerinnen durch.

## Leichtathletik-Länderkampf der Frauen gegen die USA
Die bundesdeutschen Frauen bestritten am 15./16. Juli im insgesamt vierten Länderkampf der Saison parallel zu den Männern ihren eigenen Vergleich gegen die USA. Es war das fünfte Aufeinandertreffen der beiden Länder, das wie der Männerländerkampf in Stuttgart stattfand. Drei der vorangegangenen Begegnungen hatten die bundesdeutschen Leichtathletinnen für sich entschieden, eine die US-Amerikanerinnen. In diesem Jahr gab es mit 88 zu 53 Punkten einen überraschend deutlichen Erfolg für Bundesrepublik Deutschlands Leichtathletinnen gegen diese Gegnerinnen. Es sollte der einzige Sieg für die bundesdeutschen Frauen in diesem Jahr bleiben.

## Zehnkampf-Länderkampf der Männer gegen Rumänien
Im fünften Länderkampf des Jahres traten erstmals die Zehnkämpfer in Erscheinung. In Ebensfeld am 25./26. Juli hieß der Gegner Rumänien. Diese erste Begegnung der beiden Länder in einem Zehnkampf endete erwartungsgemäß mit einem bundesdeutschen Sieg. Bei 36.479 Punkten des bundesdeutschen Teams betrug der Vorsprung gegenüber Rumänien genau 614 Punkte.

## Zehnkampf-Länderkampf der Männer gegen die Sowjetunion
Der sechste Vergleich fand in Leningrad statt, wo die bundesdeutschen Zehnkämpfer auf die Sowjetunion trafen. Die vierte Begegnung gegen diesen starken Gegner wurde am 15./16. August ausgetragen. Zwei Mal hatte die Bundesrepublik knapp vorne gelegen, im letzten Jahr hatte es in Heidelberg den ersten sowjetischen Erfolg gegeben. Auch hier in Leningrad musste die Bundesrepublik Deutschland mit 67.566 zu 68.285 Punkten eine Niederlage hinnehmen. Parallel traten auch die bundesdeutschen Mehrkämpferinnen gegen die Sowjetunion an.

## Fünfkampf-Länderkampf der Frauen gegen die Sowjetunion
Die bundesdeutschen Fünfkämpferinnen bestritten im siebten Jahresvergleich wie ihre männlichen Kollegen am 15./16. August in Leningrad einen Länderkampf mit der Sowjetunion. Die erste Begegnung mit diesen starken Kontrahentinnen im Vorjahr in Heidelberg hatte die Sowjetunion für sich entschieden und auch diesmal musste sich das bundesdeutsche Fünfkampfteam mit 23.596 zu 23.975 Punkten knapp geschlagen geben.

## Leichtathletik-Länderkampf der Männer gegen Frankreich
Im achten Vergleich gab es parallel zum Europacupfinale der Männer in Stockholm den erst dritten Länderkampf mit einem allgemeinen leichtathletischen Programm. Dabei trafen sich die bundesdeutschen und französischen B-Teams, bestehend aus Leichtathleten, die nicht am Europacup teilnahmen, am 29. August im französischen Vittel. Es war die 22. Begegnung der beiden Nationen. Sämtliche vorangegangenen Aufeinandertreffen waren an die Bundesrepublik Deutschland gegangen, das war auch diesmal so, die Bundesrepublik gewann mit 220,5 zu 189,5 Punkten.

## Fünfkampf-Länderkampf der Frauen gegen die Niederlande und Frankreich
Der neunte Vergleich des Jahres bestand in einem weiteren Fünfkampf-Länderkampf. In Uden fand ein Vergleich der Teams aus den Niederlanden, der Bundesrepublik Deutschland und Frankreich statt. Auf die niederländischen Mehrkämpferinnen waren die bundesdeutschen Athletinnen zwei Mal getroffen, die Bilanz lautete eins zu eins. Einen Dreiländerkampf, in dem Frankreich sich zu den beiden Teams dazugesellte, hatte es zuvor noch nicht gegeben. Auch diesmal setzten sich die Niederländerinnen mit 18.909 Punkten durch. Nicht weit zurück belegte die Bundesrepublik Deutschland mit 18.491 Punkten Rang zwei vor Frankreich (17.321 Punkten).

## Zehnkampf-Länderkampf der Männer gegen Frankreich und die Schweiz
Der zehnte und letzte Länderkampf des Jahres bestand wie 1969 in einem Zehnkampf-Vergleich mit Frankreich und der Schweiz. Die Geher der drei Nationen hatten sich in dieser Saison am 27./28. Juni in Schwaig bei Nürnberg getroffen. Im Zehnkampf trugen die drei Länder nun ihren bereits siebten Länderkampf aus. Jeden dieser Wettkämpfe hatten die bundesdeutschen Zehnkämpfer für sich entschieden. Auch diesmal gab es mit einem bundesdeutschen Sieg wieder einen erfolgreichen Jahresabschluss. Die Bundesrepublik lag am Ende mit 52 Punkte vorn, die Schweiz kam als wiederum Zweiter auf 38 und Frankreich als erneuter Dritter auf 21 Punkte.